# 印度眼鏡蛇
印度眼鏡蛇（學名：Naja naja）又称“膨颈蛇”，是眼鏡蛇科眼鏡蛇屬的一種蛇，亦是眼鏡蛇屬中的重要代表種。印度眼鏡蛇是印度四大毒蛇之一，主要分布於印度次大陸，因此得名。此蛇種及整個眼鏡蛇屬的學名關鍵詞「Naja」，語源來自印度教中的蛇神「那伽」。

## 各地異名
- Naag - 印度語
- Cobra、Indian Cobra、Spectacled Cobra、Asian Cobra - 英語
- Nag. - 梵語、馬拉地語
- Naga gokura、Gokhro. - 孟加拉語
- Chajithiwalla. - 普什圖語
- Naga Thrachu、Thrachu Pamu. - 泰盧固語
- Nalla pambu、Naga pambu. - 泰米爾語
- Nagara havu. - 卡納達語
- Moorkan、Sarpam. - 馬拉雅拉姆語
- Naya. - 僧伽羅語

## 形態及分布
印度眼鏡蛇最為人所知的特徵，是牠頭部至頸部的皮摺，每當進行獵食或感應到危機時，印度眼鏡蛇都會展開兩側的皮摺以威嚇對手。印度眼鏡蛇的皮摺範圍寬闊，皮上有明顯的曲線眼形紋，形態有如眼鏡。一條成型的印度眼鏡蛇長度約有一米，亦有少量眼鏡蛇可以長達兩米。皮摺上的眼鏡紋會根據蛇種軀體顏色的不同，而有著多樣的變化。另外，有一種東方的滑鼠蛇經常被誤會成眼鏡蛇，其實滑鼠蛇體型較長，而且牠身體隆起幅度明顯，理應容易分辨。
印度眼鏡蛇主要分布於印度大陸（除了印度東北大陸），另外亦散佈於斯里蘭卡、巴基斯坦、尼泊爾、不丹以及孟加拉國等地區。海拔2000米以內都可以找到印度眼鏡蛇。

## 飲食及繁殖

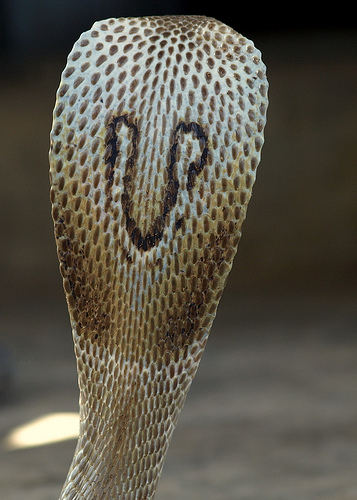
印度眼鏡蛇的眼形紋

印度眼鏡蛇主要進食齧齒目動物（如鼠類）、蟾蜍、蛙類、鳥類與及部分蛇類。牠們經常出沒於廣闊的森林與農田，間中會竄到城市中，並生活於下水道等陰暗地方。
印度眼鏡蛇是卵生動物，每年約於四月至七月之間產卵。雌蛇每次可產12枚至30枚蛇卵，並於設置在地下的巢穴中孵蛋48至69天。初出生的印度眼鏡蛇身長約20至30厘米，而且誕下不久就已經具備完善的毒液分泌腺。

## 毒性
印度眼鏡蛇的毒液是強烈的神經毒素，神經毒素主要會攻擊心臟、肌肉、及呼吸系統的神經，因此傷口不會很痛，毒素會阻隔器官和神經系統的聯繫，導致肌肉麻痺、呼吸衰竭、心博停止。印度眼鏡蛇是印度四大毒蛇中的一種，牠們在印度被稱為聖蛇。

## 保育狀況
其被列為《瀕危野生動植物種國際貿易公約》附錄二的物種，被限制出口及貿易。

## 弄蛇藝術

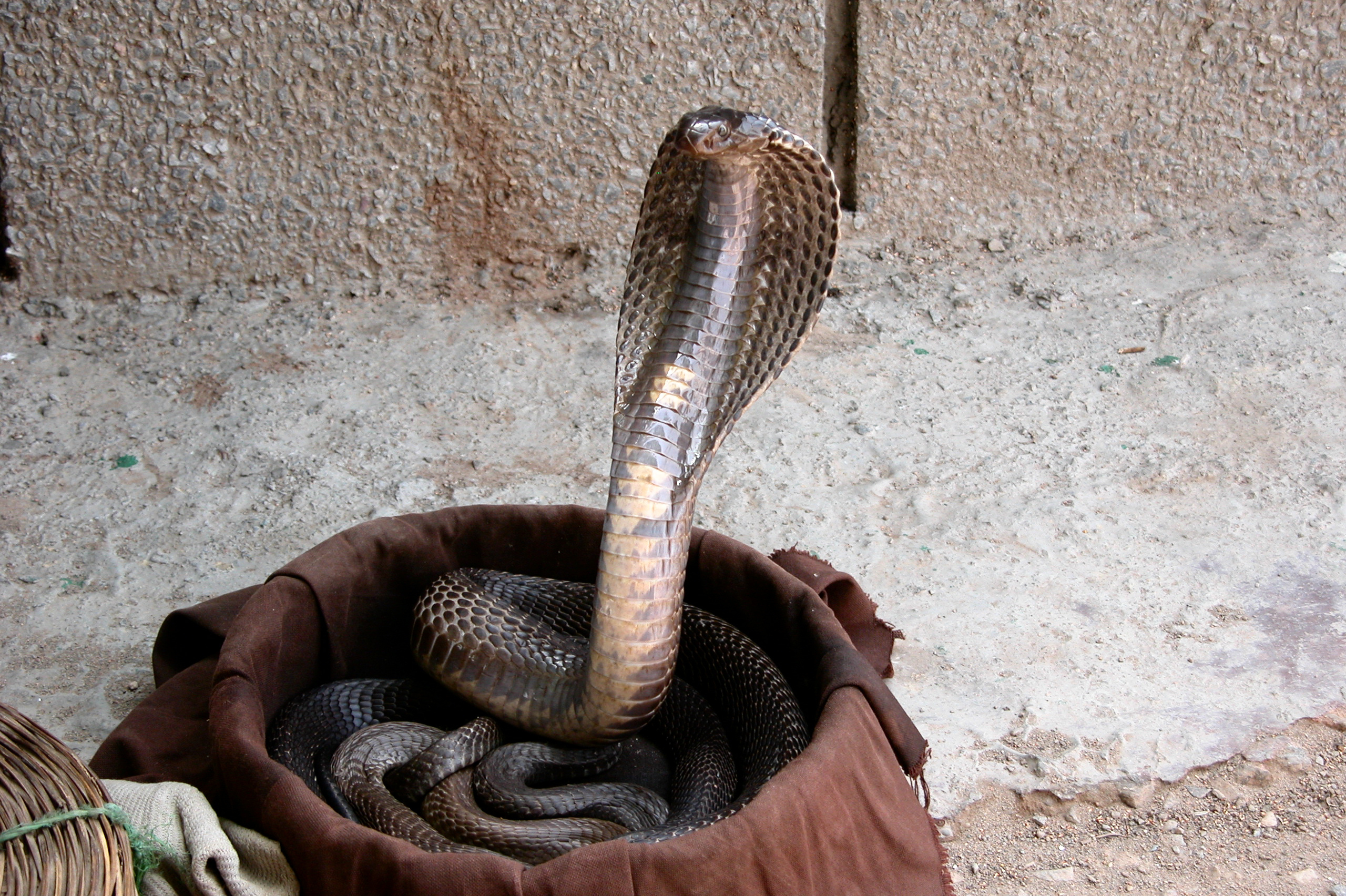
印度街頭的印度眼鏡蛇

印度眼鏡蛇另一個熟為人知的形象，就是作為印度街頭賣藝者的表演工具。印度有很多街頭弄蛇人，他們能控制印度眼鏡蛇作出種種趣怪而奇特的姿態，加上印度眼鏡蛇本身突出的形象（有著寬廣的皮摺及鮮明的眼鏡紋），與及其配合笛聲的動作韻律，令牠成為印度街頭文化的重要象徵。弄蛇術業者通常會把印度眼鏡蛇放置在一個藤籃之中進行表演，不過其實牠們本身是不能聽到任何笛聲的，因為蛇是沒有耳朵也沒有聽覺的動物，但牠會憑視覺跟從笛鍵的起伏，並以身體感受從弄蛇人踏腳在地的震動而進行活動，作出反應。

## 神話中的形象
在印度，眼鏡蛇有著神聖而可怕的形象，在印度神話中牠甚至具備了無上權威的神格。印度主神濕婆頸上總纏著一條守護的眼鏡蛇；掌管宇宙的大神毗濕奴就經常躺在「千蛇之王」舍沙之上。在印度的宗教節日裡，亦有對蛇的崇拜習俗。印度神話中有很多以眼鏡蛇為主的故事，當中更有眼鏡蛇與滑鼠蛇相交的記載。

## 備註
1. ↑  . cites.org.   [2022-01-14]. （原始内容存档于2011-06-15）.
2. ↑  Uetz, P. . The Reptile Database.   [28 March 2014]. （原始内容存档于2016-03-04）.
3. ↑  陈至立 (编). . . 上海: 上海辞书出版社. 2019  [2024-04-03]. ISBN 978-7-5326-5325-6. （原始内容存档于2024-04-03）.
4. ↑  .   [2008-03-28]. （原始内容存档于2020-02-03）.
5. ↑  .   [2008-03-28]. （原始内容存档于2007-12-13）.
6. ↑  Whitaker, Romulus及Captain, Ashok《Snakes of India: The Field Guide》（2004年）
7. ↑  .   [2008-03-28]. （原始内容存档于2008-02-06）.